# Madvillain
Madvillain – amerykański hip-hopowy projekt muzyczny, założony w 2002 roku. Składa się z Madliba (producent) I MF DOOM’a (raper). Do tej pory zespół wydał bardzo dobrze przyjęty album Madvillainy oraz płytę z remiksami. Styl zaprezentowany na debiucie to nietypowe podejście do piosenek: są one krótkie, mroczne i nieprzyjazne słuchaczom radia.

## Dyskografia

### Albumy
- Madvillainy (24 marca 2004)
- Madvillainy 2: The Madlib Remix (26 września 2008)

### Minialbumy
- 2005: Madvillain Remixes by Four Tet
- 2005: Madvillain Remixes by Koushik

### Single
- "Money Folder / America’s Most Blunted" (2003)
- "Curls / All Caps" (2003)